# Campionati italiani di sci alpino 1990
Ai Campionati italiani di sci alpino 1990 furono assegnati i titoli di discesa libera, supergigante, slalom gigante e slalom speciale, sia maschili sia femminili, mentre le combinate furono annullate.

## Risultati

### Uomini

#### Discesa libera
| Pos. | Atleta              | Nazione |
| ---- | ------------------- | ------- |
| 1    | Kristian Ghedina    | Italia  |
| 2    | Danilo Sbardellotto | Italia  |
| 3    | Lukas Perathoner    | Italia  |
| 3    | Peter Runggaldier   | Italia  |

#### Supergigante
| Pos. | Atleta                 | Nazione |
| ---- | ---------------------- | ------- |
| 1    | Kristian Ghedina       | Italia  |
| 2    | Danilo Sbardellotto    | Italia  |
| 3    | Konrad Kurt Ladstätter | Italia  |

#### Slalom gigante
| Pos. | Atleta           | Nazione |
| ---- | ---------------- | ------- |
| 1    | Alberto Tomba    | Italia  |
| 2    | Luca Pesando     | Italia  |
| 3    | Kristian Ghedina | Italia  |

#### Slalom speciale
| Pos. | Atleta            | Nazione |
| ---- | ----------------- | ------- |
| 1    | Alberto Tomba     | Italia  |
| 2    | Roberto Spampatti | Italia  |
| 3    | Oswald Tötsch     | Italia  |

### Donne

#### Discesa libera
| Pos. | Atleta            | Nazione |
| ---- | ----------------- | ------- |
| 1    | Michaela Marzola  | Italia  |
| 2    | Andrea Raffeiner  | Italia  |
| 3    | Barbara Frizzarin | Italia  |

#### Supergigante
| Pos. | Atleta           | Nazione |
| ---- | ---------------- | ------- |
| 1    | Michaela Marzola | Italia  |
| 2    | Andrea Raffeiner | Italia  |
| 3    | Barbara Merlin   | Italia  |

#### Slalom gigante
| Pos. | Atleta           | Nazione |
| ---- | ---------------- | ------- |
| 1    | Roberta Serra    | Italia  |
| 2    | Renate Oberhofer | Italia  |
| 3    | Sabina Panzanini | Italia  |

#### Slalom speciale
| Pos. | Atleta           | Nazione |
| ---- | ---------------- | ------- |
| 1    | Renate Oberhofer | Italia  |
| 2    | Andrea Raffeiner | Italia  |
| 3    | Monica Borsotti  | Italia  |